# Рашкевич Юрій Михайлович
Рашкевич Юрій Михайлович (нар. 24 вересня 1955) — доктор технічних наук, професор, професор Національного університету «Львівська політехніка».
Заступник Міністра освіти і науки України (з червня 2017 року до вересня 2019 року) .

Член Національного агентства кваліфікацій (з 2019 року до тепер)
- Проректор з науково-педагогічної роботи та міжнародних зв'язків Національного університету «Львівська політехніка» (з 1991 року до 2017 року).
- Завідувач кафедри «Автоматизовані системи управління» (з 1992 року до 2011 року).
- Завідувач кафедри «Інформаційні технології видавничої справи» (з 2011 року до 2015 року).

## Біографія
Народився 24 вересня 1955 року у м. Івано-Франківську в родині учителя Михайла Васильовича та лікаря Оксани Іванівни.

Після закінчення із золотою медаллю у 1972 році Старосамбірської середньої школи на Львівщині вступив на факультет автоматики Львівського політехнічного інституту. Навчався за спеціальністю «Автоматизовані системи управління». Після закінчення інституту з відзнакою у 1977 році був залишений на роботі у рідному навчальному закладі. 

Працював на посадах асистента, доцента та завідувача (з 1992 року) кафедри автоматизованих систем управління (АСУ).

У 2011 р. створив і очолював до 2015 року кафедру інформаційних технологій видавничої справи (ІТВС).

З 1991 р. до 2017 р. — Проректор з науково-педагогічної роботи та міжнародних зв'язків.

Рашкевич Ю. М. координував низку крупних міжнародних освітянських проєктів за програмами TEMPUS, USAID, CIDA з обсягом фінансування понад 1 млн доларів кожен, які істотно вплинули на розвиток структури Львівської політехніки. Напрпиклад, в рамках проєкту за програмою TEMPUS "Удосконалення вивчення англійської та німецької мов у Львівській політехніці" усі викладачі кафедри іноземних мов пройшли тривале стажування в університетах Англії та Німеччини, 82 студенти пройшли семестрове навчання за кордоном, створена лінгвістина лабораторія, підготовлені та надруковані понад 15 тис. сучасних підручників. В розвиток проєкту у Львівській політехніці створена кафедра прикладної лінгвістики та розпочато підготовку фахівців з іноземної філології та прикладної лінгвістики. В рамках проєкту за програмою CIDA "Підготовка фахівців із соціальної роботи у Львівській політехніці" створено кафедру соціальної роботи, наші викладачі пройшли в Канаді необхідну професійну підготовку, відремонтовано та обладнано приміщення, започатковано підготовку студентів за цією спеціальністю.

Рашкевич Ю. М. неодноразово проходив стажування та перебував з робочими візитами в провідних університетах Австрії, Англії, Іспанії, Італії, Німеччини, Франції, Швеції, Польщі, США, Канади, Тайваню та інших країн. 

Протягом 2000-2017 років був професором Жешівського університету (Польща) та Суспільної академії наук (Лодзь, Польща).

Вільно володіє англійською та польською мовами.

З 2017 до 2019 - Заступник Міністра освіти і науки України з питань вищої освіти та європейської інтеграції. Є визнаним національним та європейським експертом із питань запровадження Болонського процесу, удосконалення Національної системи кваліфікацій та реформування вищої освіти. За цими напрямками опублікував 2 монографії та понад 20 наукових праць.

З 2019 року і до тепер є членом Національного агентства кваліфікацій, у якому очолює роботу по імплементації Національної рамки кваліфікацій (НРК). Є основним співавтором національних звітів щодо самосертифікації НРК із Рамкою кваліфікацій Європейського простору вищої освіти та щодо порівняння НРК із Європейською рамкою кваліфікацій для навчання впродовж життя (ЄРК).

Хобі - музика, спорт. Закінчив музичну школу за класом фортепіано, улюблені твори - Бетховена, Еріка Саті, Мирослава Скорика. Багато років був лідером збірної викладачів Львівської політехніки з волейболу. Є чемпіоном України з бадмінтону серед ветеранів та любителів.

## Державно-службова діяльність
З 2009 р. - до тепер — член Національної команди експертів із реформування вищої освіти України.
31 травня 2017 р. до 11 вересня 2019 р. — Заступник Міністра освіти і науки України.
З листопада 2019 р. - до тепер — член Національного агентства кваліфікацій.

## Участь в європейських інституціях
2017-2019 роки — член Групи супроводу Болонського процесу (Bologna Follow-Up Group), Європейська Комісія, Брюссель.
2022 р. - до тепер — член Дорадчої групи Європейської рамки кваліфікацій (European Qualifications Framework Advisory Group), Європейська Комісія, Брюссель.
2023 р. - до тепер — член Робочої групи з навчання дорослих (Adult Education Working Group), Європейська Комісія, Брюссель.

## Наукова діяльність
Напрям наукової діяльності Ю. М. Рашкевича — адаптивні технології перетворення структури мовних сигналів для завдань аналізу, перетворення, синтезу та передачі каналами зв'язку мовних повідомлень. 

У 1986 році захистив кандидатську дисертацію в Інституті кібернетики АН УРСР (м. Київ),  

У 1997 році захистив докторську дисертацію в Науково-дослідному інституті інформаційної інфраструктури НАН України (м. Львів).

За тематикою досліджень опублікував понад 120 наукових праць, в т.ч 2 монографії та 12 авторських свідоцтв і патентів на винаходи. Під його керівництвом захищені одна докторська та 10 кандидатських дисертацій.

З 1999 р. до 2017 р. — голова спеціалізованої вченої ради із захисту докторських дисертацій за чотирма спеціальностями. Відповідальний редактор Вісника Національного університету «Львівська політехніка» «Комп'ютерні науки та інформаційні технології», член редакційних колегій ряду інших наукових часописів у Львові та Києві.

## Вибрані наукові праці
- Перетворення часового масштабу мовних сигналів [Текст] / Ю. М. Рашкевич. - Львів : Академічний Експрес, 1997. - 140 с. - ISBN 966-7094-15-4
- Рашкевич Ю.М. „Нейроподібні методи, алгоритми та структури обробки сигналів і зображень у реальному часі” / Ю.М. Рашкевич, Р.О. Ткаченко, І.Г.  Цмоць, Д.Д. Пелешко - Львів: Видавництво Львівської політехніки, 2014. – 275 с.
- Bodyanskiy Y., Dolotov A., Peleshko D., Rashkevych Y., Vynokurova O. Online Time Series Changes Detection Based on Neuro-Fuzzy Approach. In: Lughofer E., Sayed-Mouchaweh M. (eds) Predictive Maintenance in Dynamic Systems. Springer, Cham, pp 131–166, 2019.
- Рашкевич Ю.М. Болонський процес та нова парадигма вищої освіти - Львів: Видавництво Львівської політехніки, 2014. – 166 с.
- Європейська кредитна трансферно-накопичувальна система: довідник користувача/ пер. з англ.: за ред. Ю.Рашкевича та Ж.Таланової. - Львів: Видавництво Львівської політехніки, 2015. – 106 с. ISBN 978-617-607-844-9.
- Ю.Рашкевич. Болонський процес: історія, стан та перспективи / Ю. М. Рашкевич // Освітня аналітика України. - 2018. - Вип. 3. - С. 5-16.
- Рашкевич, Ю. & Семигіна, Т. Аналіз можливостей упровадження мікрокваліфікації в Україні та інших європейських країнах. Освітня аналітика України,  1(27), 2024, 110-122.

## Нагороди та відзнаки
- Заслужений працівник освіти України
- Нагрудний знак МОН "За наукові то освітні досягнення"
- Нагрудний знак МОН «Петро Могила»
- Нагрудний знак МОН України «Відмі́нник осві́ти»
- Почесна грамота Міністерства освіти і науки України
- Медаль Лейпцизької виставки досягнень молодих науковців (Німеччина)
- Золота відзнака ректора Вроцлавської політехніки (Польща)